# Jugoslovenska narodna armija
La Jugoslovenska narodna armija (JNA) o Armata Popolare Jugoslava (in cirillico Југословенска народна армија, JHA; in sloveno Jugoslovanska ljudska armada, JLA) è il nome dato alle forze armate della Jugoslavia dal 1945 al 1992.
Con la dissoluzione della RFS di Iugoslavia, l'Armata Popolare Jugoslava venne sciolta il 20 maggio 1992 e la sua eredità raccolta dalle forze armate della nuova Repubblica Federale di Jugoslavia.

## Origini
Le origini dell'Armata Popolare Jugoslava risalgono alle unità partigiane della seconda guerra mondiale, quando il 22 dicembre 1941 a Rudo in Bosnia ed Erzegovina venne costituita la 1ª Brigata proletaria d'assalto (1. Proleterska Udarna Brigada), prima unità partigiana, tra quelle che si erano formate dopo l'occupazione della Jugoslavia, in grado di operare anche fuori dalla propria area e che fu il primo nucleo dell'Esercito Popolare di Liberazione della Jugoslavia che sarebbe nato per volontà di Tito nel novembre del 1942 a Bihać.
Al momento della sua costituzione raggruppava 8 divisioni, ciascuna delle quali contava circa 3-4000 uomini, ed ebbe il nome provvisorio di Narodnooslobodilačka vojska i partizanski odredi Jugoslavije (NOV i POJ) o "Esercito popolare di liberazione e distaccamenti partigiani della Jugoslavia" che nel marzo 1945 cambiò nome assumendo la denominazione di Jugoslovenska Armija. Dopo la liberazione della Jugoslavia dalle potenze dell'Asse il 22 dicembre sarebbe diventato il giorno delle forze armate e in occasione del 10º anniversario della costituzione della 1. Proleterska Udarna Brigada il 22 dicembre 1951 la Jugoslovenska Armija aggiunse l'aggettivo popolare (in serbo Narodna) assumendo la denominazione di Jugoslovenska narodna armija.
La bandiera dell'Esercito Popolare di Liberazione Jugoslavo fu anche la bandiera provvisoria della Jugoslavia dopo la guerra e con qualche modifica, dopo l'approvazione della nuova Costituzione, divenne la bandiera definitiva della Jugoslavia fino alla sua dissoluzione.

## Organizzazione
Le forze armate jugoslave erano costituite dal Esercito, dalla Marina e Aviazione che a partire dal 1968 vennero affiancate dalla Difesa territoriale, una forza militare di riserve autonoma con una organizzazione molto decentralizzata e indipendente affidata alle singole repubbliche che formavano la federazione. Nel 1988 quest'ultime vennero integrate nell'esercito.

## Esercito
L'esercito contava circa 140.000 uomini (compresi 90.000 coscritti) e poteva mobilitare, in caso di conflitto oltre 1.000.000 di riservisti che erano organizzati nella Difesa territoriale.

## Aviazione
L'aviazione militare contava su 32.000 uomini di cui 4000 coscritti e vi operavano oltre 700 aerei e 200 elicotteri.

## Marina
La Marina contava 10.000 effettivi di cui 4000 di leva e 900 appartenenti alle truppe da sbarco. Il suo compito principale era la difesa costiera con la prevenzione di qualsiasi tentativo di operazioni anfibie da parte nemica e il blocco del canale d'Otranto e disponeva inoltre di una piccola flotta fluviale e lacustre. Le sue principali basi erano Spalato, sede del suo quartier generale, Sebenico, Pola, Ploče e Cattaro sull'Adriatico nonché Novi Sad sul Danubio.

## Dottrina militare
L'Armata Popolare Jugoslava, successivamente all'invasione sovietica della Cecoslovacchia dell'agosto 1968, che dimostrò l'impossibilità per le forze armate di una piccola nazione di resistere all'aggressione di una superpotenza, formulò nel 1969 una dottrina militare unica al mondo tra le forze convenzionali.
Il concetto si basava sull'applicazione della guerra totale (difesa nazionale totale, in serbo Opštenarodna odbrana; macedone: Општонародна одбрана; croato: Općenarodna obrana; Sloveno: Splošna ljudska obramba, abbreviato in alfabeto latino ONO), ed era fortemente ispirata al vasto movimento partigiano sviluppatosi in Jugoslavia durante l'occupazione da parte delle Potenze dell'Asse nella Seconda guerra mondiale, e che riuscì con successo a tenere impegnate più di trenta divisioni tedesche e a portare a termine la liberazione del paese senza sostanziosi interventi di truppe straniere.
La difesa nazionale totale dava all'Armata popolare il compito di rallentare l'avanzata nemica il più possibile per dare il tempo alla popolazione civile di mobilitarsi in forze di difesa territoriale dotate di grande indipendenza operativa che, sfruttando la conoscenza del terreno e le tattiche della guerriglia, si sarebbero trasformate in un monolitico esercito di resistenza che avrebbe condotto azioni militari, continuato la produzione bellica e mantenuto l'amministrazione dello Stato nelle zone occupate, proseguendo una guerra di logoramento contro l'invasore.

## Esperienza operativa
- Rivolta di Trieste (1953)
- United Nations Emergency Force (1956-1967) - 14.265 truppe armate dispiegate in 22 turni nella penisola del Sinai per monitorare il cessate il fuoco successivo alla crisi di Suez, sotto l'egida dell'ONU;
- United Nations Yemen Observation Mission (1963-1964) - una squadra di osservatori militari;
- United Nations Iran–Iraq Military Observer Group (1988-1991) - osservatori militari, incluso il comandante della missione generale Slavko Jović;
- United Nations Transition Assistance Group (1989-1990) - osservatori militari;
- United Nations Angola Verification Mission I (1989-1991) - osservatori militari.
- Secessione della Slovenia (1991)
- Incidente della Dobrovoljačka Ulica (1992)

## Dissoluzione

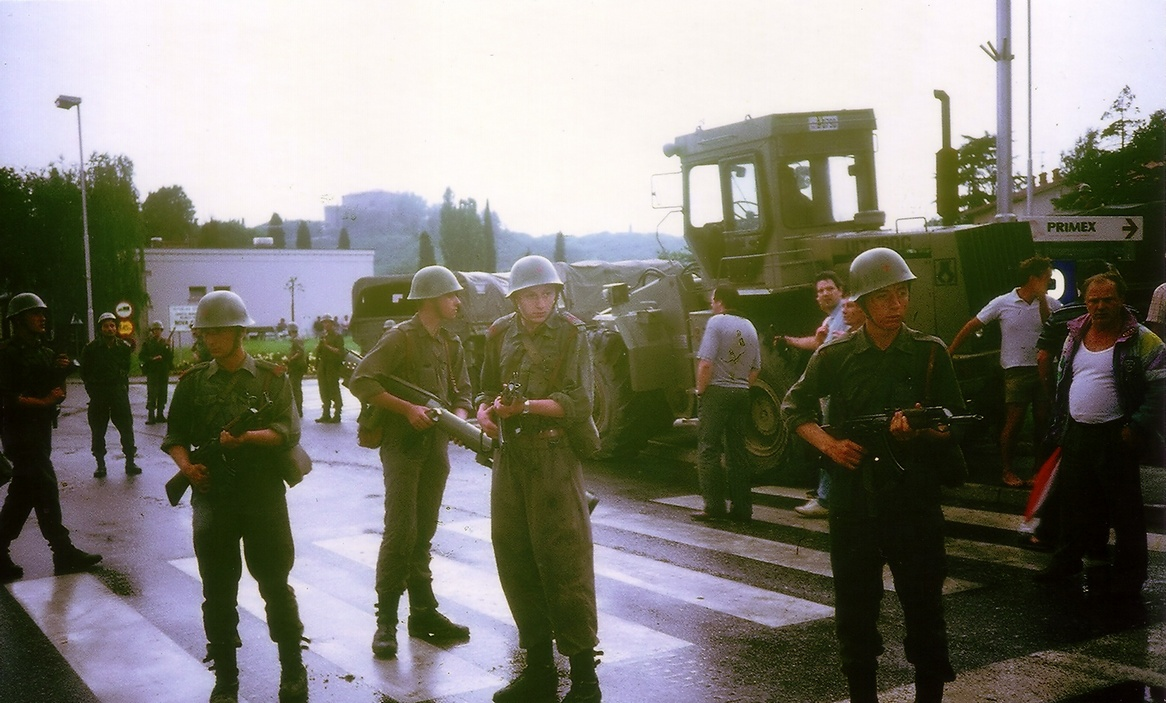
Soldati dell'esercito popolare jugoslavo e civili prima dello scontro armato a Valdirose nel 1991

Nel gennaio 1990, la Lega dei comunisti jugoslavi fu effettivamente sciolta come un'organizzazione nazionale a seguito del 14º Congresso, dove le delegazioni serbe e slovene ingaggiarono il confronto pubblico. L'esercito jugoslavo fu lasciato senza un meccanismo di supporto ideologico. Il 99% degli ufficiali dell'esercito era membro del partito.
La dissoluzione della Jugoslavia si ebbe quando governi indipendenti e non comunisti furono stabiliti nelle Repubbliche di Slovenia, Croazia, Bosnia-Erzegovina e Macedonia. Nel 1990, la Repubblica Socialista di Slovenia cambiò il suo nome in Repubblica di Slovenia e cessò di contribuire coi fondi al governo federale per il bilancio della spesa militare. Poco dopo il governo sloveno incominciò a riorganizzare le forze di difesa territoriali portando le stesse sotto il proprio controllo.
Nel marzo 1991, il ministro della difesa jugoslavo, generale Veljko Kadijević organizzò un incontro a Topčider. Presente a questo meeting vi furono tutti e 6 i presidenti della Repubbliche jugoslave, i presidenti delle Repubbliche autonome, il presidente jugoslavo e tutti gli ufficiali di alto livello. Kadijević sostenne che vi erano numerose organizzazioni paramilitari in Jugoslavia, sponsorizzate dai nemici interni ed esterni dello Stato. Egli inoltre affermò che la JNA aveva a che fare con Ustascia, Cetnici e altri nemici del socialismo derivanti dal secondo conflitto mondiale. Kadijević propose di dichiarare la legge marziale. Si svolse una successiva votazione sulla raccomandazione della legge marziale di Kadijević e sul suggerimento fu posto il veto.
Nell'aprile 1991, il governo nazionalista della Croazia costituì la Guardia Nazionale Croata (ZNG), che l'Esercito Popolare Jugoslavo considerava un'organizzazione paramilitare.
Il 25 giugno 1991, Slovenia e Croazia dichiararono la loro indipendenza dalla Jugoslavia. Lo stesso giorno, unità di difesa territoriali slovene s'impossessarono dei posti di controllo jugoslavo al confine con Italia, Ungheria e Austria. Le Forze slovene stabilirono, inoltre, altri posti di controllo al confine con la Croazia.

## Galleria d'immagini

Bandiera NOV i POJ
Insegna navale
Bandiera di bompresso
Coccarda